# 궤도면

각종 궤도 요소들을 나타낸 그림으로, 궤도면과 기준면(Plane of reference, 회색)이 표시되어 있다.

궤도면은 다음에 보여지는 것처럼 원뿔곡선과 관련하여 표현할 수 있으며, 여기서 평면과 원뿔이 만나는 선이 바로 궤도이다. 포물선 궤도(1)와 쌍곡선 궤도(3)는 탈출하는 궤도이며, 원과 타원궤도(2)는 포획된 상태이다.

궤도면(軌道面, 영어: orbital plane)은 어떠한 물체를 공전하는 물체의 공전 궤도가 포함되는 기하학적 평면으로, 천체물리학에서 주로 사용된다.
궤도면은 두 가지 궤도 요소, 궤도 경사(i)와 승교점 경도(Ω)로 표현될 수 있다. 궤도면을 결정하기 위해서는 직선상에 있지 않은 세 점만 있으면 되며, 이는 평면의 결정조건과 같다.
정의에 따라 태양계의 기준면(기준이 되는 궤도면)은 지구의 궤도면으로, 이 정의에 따라 황도가 결정된다. 다른 예시로, 행성을 도는 위성이나 인공위성의 경우에는 중심 행성의 궤도면을 기준면으로 사용하며 위성의 궤도 경사는 이 궤도면과 행성의 적도면이 이루는 각도로 정의된다.

## 인공위성
인공위성과 우주 발사체는 궤도 계산 시 궤도면을 사용하며, 일반적으로 공전 주기나 궤도 이심률은 간단히 바꿀 수 있는 데 반해 궤도면을 바꾸기 위해서는 델타 V가 많이 필요하다.
지구가 둥글지 않아 지역마다 중력에 차이가 생기기 때문에 인공위성의 궤도면은 미세하게 섭동되며, 결과적으로 궤도면이 지구 주위를 서서히 돌게 된다. 특정 각도(임계각)에 있는 궤도면은 태양을 따라가게 되며, 이를 태양 동기 궤도라고 부른다.
우주 발사체를 우주 정거장 등 특정 목표물을 향해 보낼 때는 발사체를 목표의 궤도면이 발사장을 통과할 때 발사한다.

## 같이 보기
- 지구 중심 관성 좌표계
- ECEF, 지구중심고정좌표계
- 궤도 요소